# Фейбер, Джон (старший)
Джон Фе́йбер, Йохан Фабер, в литературе называемый Старший (англ. John Faber [the Elder] /ˈfeɪbə (-ər)/; нидерл. Johan Faber [de Oude]; около 1660, Гаага, Республика Соединённых провинций — май 1721, Бристоль, Королевство Великобритания) — нидерландский (голландский) художник-миниатюрист и гравёр, значительную часть жизни работавший в Англии; наряду с современниками Джоном Смитом, Джоном Саймоном и Уильямом Фейторном Младшим, а также сыном Джоном Фейбером Младшим — один из наиболее известных практиков меццо-тинто в последней трети XVII — первой трети XVIII века.

## Биография
Джон Фейбер (в нидерландской традиции — Йохан Фабер) родился около 1660 года в Гааге. До середины 1690-х годов он работал в Амстердаме, где обрёл известность как мастер портретных миниатюр, выполненных в утончённой, хотя и устаревшей технике письма чернилами на велени; работы этого периода, украшенные каллиграфическими подписями, продолжали устоявшуюся в нидерландском искусстве традицию, известными представителями которой были Людольф Бакхёйзен и Криспин ван ден Квеборн. После 1696 года Фейбер поселился в Лондоне, где освоил распространённую в английской школе технику письма графитом на велени; наиболее ранняя работа Фейбера, выполненная в Лондоне — портрет богослова-реформата Симона Епископия, датированная 1698 годом.
Вслед за современными ему рисовальщиками Фейбер приобщился к технике меццо-тинто для воспроизведения своих работ. Не во всех случаях меццотинтные гравюры выполнялись с натуры — например, портрет короля Вильгельма III Оранского (1697) восходит к образцам работы современных мастеров. К 1707 году Фейбер открыл издательство, типографию и магазин в заведении «Two Golden Balls» возле Савойского дворца на Стрэнде, где стал издавать и продавать свои работы; около 1716 года он переместил свои дела в заведение «The Golden Eagle» на Эссекс-стрит. В 1711 и 1712 годах Фейбер находился в Оксфорде, где совместно с Джорджем Вертью гравировал портреты из картинной галереи Бодлианской библиотеки; позже в 1712–1714 годы он исполнил свою наиболее выдающуюся работу, по определению Вертью — серию из сорока пяти портретов основателей Оксфордского и Кембриджского университетов.

## Творчество
Фейбер — автор миниатюрных портретов, выполненных, в основном, на пергаменте, среди них короля Англии Карла I, поэтов С. Батлера, Б. Джонсона и Чосера, астронома Гевелия и других.
Среди его наиболее известных работ в технике меццо-тинто многочисленных портретов представителей высшего духовенства, 45 портретов основателей Оксфорда и Кембриджа, серия портретов двенадцати цезарей, древних философов и 21 портрет реформаторов церкви.
Джон Фейбер был отцом и учителем Джона Фейбера (младшего) (1695—1756), впоследствии ставшего самым известным английским меццотинтистом следующего поколения.

## Галерея
|  |  |  |  |